# Bòbila de Sugranyes
|  | Aquest article tracta sobre el jaciment arqueològic. Vegeu-ne altres significats a «Bòbila del Sugranyes». |

La Bòbila o forn de Sugranyes és un jaciment arqueològic a Reus (Baix Camp), inclòs a l'Inventari del Patrimoni Arqueològic i Paleontològic de Catalunya.
Es tracta d'un jaciment a l'aire lliure, on s'han trobat restes del Paleolític mitjà o període mosterià, vora la carretera de Castellvell, entre el camí de les Ànimes i el camí de la pedrera del Coubi. El 1952, el doctor Salvador Vilaseca en va trobar les restes, sobretot estris confeccionats amb tècnica Levallois, i a partir d'aquest jaciment, va efectuar estudis sobre el període de Würm al camp de Tarragona. Força prop, a la Bòbila dels Cavallets, s'han trobat també estris de pedra. Els dos jaciments tenen expectatives però encara no han estat explorats adequadament. A Reus hi ha una altra bòbila del mateix nom, la Bòbila del Sugranyes o Forn del Manxa, vora la carretera de Tarragona.